# Graham Stuart (Fußballspieler)
Graham Charles Stuart (* 24. Oktober 1970 in Tooting) ist ein ehemaliger englischer Fußballspieler. Als vielseitig einsetzbarer Mittelfeldspieler und Stürmer feierte er 1995 mit dem Gewinn des FA Cups in Diensten des FC Everton seinen größten Erfolg und war darüber hinaus besonders als Spieler und zeitweiliger Kapitän von Charlton Athletic bekannt.

## Sportlicher Werdegang

### FC Chelsea (1989–93)
Stuart wurde in der nationalen Akademie des englischen Fußballverbands ausgebildet und machte erstmals auf sich aufmerksam, als er im April 1990 an der Stamford Bridge im Alter von 19 Jahren bei seinem Debüt für den FC Chelsea ein Tor zum Sieg gegen Crystal Palace beisteuerte. Als lebhafter zentraler Offensiv- oder Flügelspieler musste er danach bis zum Herbst warten, bevor er wieder Bewährungschancen in der ersten Mannschaft erhielt. Beim 3:2-Auswärtssieg gegen Manchester United holte er einen Elfmeter heraus und nachdem er seinen Platz im Team gefunden hatte, überzeugte er durch ein jugendlich-selbstbewusstes Auftreten. Er schoss sechs Tore in der Saison 1990/91, darunter das 1:0 zum 2:1-Sieg gegen den späteren Meister FC Arsenal, der gleichzeitig Arsenals einzige Niederlage in diesem Jahr bedeutete.
Das zweite Jahr für Chelsea wurde überschattet durch eine Schienbeinverletzung und Stuart musste bis Ende Oktober 1991 pausieren. Anschließend hatte er Probleme, seine vormalige Form wiederzufinden, wobei nicht hilfreich war, dass er häufig die Positionen wechselte und sich zunehmend auf der Ersatzbank wiederfand. Ihm gelang in dieser Phase nur ein Tor nach einer Einzelaktion im FA Cup gegen Sheffield United. Im Jahr darauf schoss er gegen Uniteds Lokalrivalen Sheffield Wednesday einen Treffer, der nachhaltig im Gedächtnis der Chelsea-Fans blieb. Vom eigenen Strafraum aus trieb er allein mit dem Ball nach vorne und bezwang am Ende den gegnerischen Torhüter Chris Woods. Insgesamt traf er in der Saison 1992/93 zehnmal, wozu ein später Siegtreffer gegen Arsenal und zwei Tore gegen den FC Everton zählten. Zu Everton zog es Stuart schließlich im August 1993 und die Ablöse betrug 850.000 Pfund.

### FC Everton (1993–97)
Stuart kam nach seinem Wechsel nach Liverpool auf Anhieb regelmäßig zum Einsatz, wobei er überall im Mittelfeld agieren konnte und auch aus Stürmer aushalf. Obwohl er nur drei Tore in seinem ersten Jahr schoss, waren zwei davon besonders wichtige, da diese beim abschließenden 3:2-Sieg gegen den FC Wimbledon den Klassenerhalt sicherten. Im folgenden Jahr erlebte er seinen sportlichen Höhepunkt mit dem Gewinn des FA Cups nach einem 1:0-Endspielsieg gegen Manchester United. Hierzu hatte er einen maßgeblichen Anteil im Verlauf des Wettbewerbs und beim 4:1-Halbfinalerfolg gegen Tottenham Hotspur erzielte er das zweite Everton-Tor. Im Finale selbst schoss er den Ball an die Querlatte und den Abpraller nutzte Paul Rideout zum Siegtreffer. Seine Formkurve zeigte anschließend weiter nach oben und gute Leistungen, die mithalfen, Everton in der Saison 1995/96 zurück in die obere Tabellenhälfte auf den sechsten Platz zu führen, sorgten auch dafür, dass er kurzfristig in den Fokus der englischen Nationalmannschaft für die anstehende Euro 1996 im eigenen Land geriet. In der zunehmend offensiver auftretenden Everton-Mannschaft bekleidete er dabei häufiger die Stürmerposition. Ab der folgenden Saison 1996/97 ließen seine Darbietungen, wie auch die der „Toffees“ insgesamt, wieder nach und Stuarts Vorstellungen wirkten unbeständig. Ende November 1997 ließ ihn Trainer Howard Kendall zum Zweitligisten Sheffield United ziehen, wobei im Gegenzug die Defensivspieler Mitch Ward und Carl Tiler zu Everton wechselten.

### Sheffield United (1997–99)
Stuart benötigte ein wenig Zeit zur Eingewöhnung in der neuen Umgebung, bevor sein erster Treffer gegen die Queens Park Rangers die bis dahin längste Durststrecke seiner Karriere ohne Tor beendete. Er zeigte sich danach stark verbessert, aber nachdem er sich die Hand gebrochen hatte, verpasste er die Play-off-Aufstiegsspiele seines Vereins, der ohne ihn bereits im Halbfinale scheiterte. In der folgenden Saison 1998/99 war er beständig zwischen Mittelfeld und Angriff im Einsatz und zwischenzeitlich mehrten sich Gerüchte über eine mögliche Rückkehr nach Everton. Diese kam zwar nicht zustande, aber im März 1999 heuerte Stuart erneut in der Premier League bei Charlton Athletic an. Sein letzter Einsatz für „United“ hatte im FA Cup im „Wiederholungsspiel“ gegen den FC Arsenal (1:2) stattgefunden.

### Charlton Athletic (1999–2005)
Stuart schoss vier Ligatore in der Schlussphase der Saison – darunter ein Elfmeter gegen seinen Ex-Klub Everton – und zeigte ein gutes Verständnis im Mittelfeld mit Mark Kinsella. Der Abstieg konnte damit zwar nicht verhindert werden, aber bereits im Jahr darauf war das Duo Kinsella-Stuart – Stuart spielte dabei zumeist etwas vor Kinsella – ein Schlüsselfaktor auf dem Weg zur Zweitligameisterschaft und dem damit verbundenen Aufstieg in die Premier League. Mit sieben Ligatoren war Stuart dazu drittbester Schütze seines Teams gewesen. Zurück in der englischen Eliteklasse bestätigte er seine aufsteigende Form als Mann hinter den beiden Spitzen, führte Charlton in die obere Tabellenhälfte und während Kinsellas Abwesenheit übernahm er die Kapitänsrolle. Mit Scott Parker anstelle von Kinsella harmonierte er im Mittelfeld ähnlich gut und neben der Tatsache, dass die meisten Angriffe von den beiden ausgingen, schoss Stuart in der Saison 2001/02 vereinsintern die zweitmeisten Tore. Dauerhaft zum Kapitän befördert ging Stuart in die Saison 2002/03, aber bereits im zweiten Spiel riss er sich das Kreuzband, als er den 2:1-Siegtreffer von Jason Euell gegen die Bolton Wanderers vorbereitete. Obwohl er im März 2003 ein Comeback versuchte, war damit für ihn die Saison zu Ende und erst am letzten Spieltag kam er noch einmal zum Einsatz. In der Spielzeit 2003/04 kämpfte er sich ins Team zurück und fügte sich gut in das neue Mittelfeld um die Neuzugänge Matt Holland und Claus Jensen ein. Im März 2004 zog er sich eine Rückenverletzung zu und musste sechs Spiele lang pausieren, bevor er zum Ende der Runde zunächst zurückkehrte, dann aber zu Beginn der Saison 2004/05 seinen Stammplatz bei den „Addicks“ verlor. Ende Januar 2005 verließ er den Klub in Richtung Norwich City.

### Norwich City & Karriereende (2005)
In Norwich fand sich Stuart erneut in einem Abstiegskampf der Premier League wieder. Die erneute Klassenerhaltsmission misslang und nach gerade einmal acht Ligaeinsätzen wurde Stuart von seinem neuen Verein wieder freigestellt. Nach einer vergeblichen Suche nach einer Nachfolgebeschäftigung beendete er im August 2005 seine aktive Karriere.

## Titel/Auszeichnungen
- FA Cup (1): 1995